# 1036
1036. је била проста година.

## Догађаји
- 5. фебруар — Млађи брат Едварда Исповедника, Алфред Етелинг, ослепљен је и убијен, у наводном покушају да преотме енглески престо од Харолда I.
- 13. јун — Ел аз-Захир умире након 16 година владавине. На месту владара Фатимидског калифата наслеђује га шестогодишњи син Ел Мустаншир.
- Устанак кнеза Војислава

## Смрти
- 13. јун — Ел аз-Захир, фатимидски калиф (р. 1005)